# Культура Индонезии
Культура Индонезии из-за многонационального характера населения страны отличается высокой степенью этнокультурного многообразия. Важнейшими факторами развития местной материальной и духовной культуры было поочерёдное воздействие нескольких религий — буддизма, индуизма, ислама, а также разнообразных форм язычества — исповедовавшихся в различные периоды местными жителями, и существенное внешнее влияние, в частности, индийское, китайское, арабское и европейское. Соответствующее многообразное наследие в той или иной мере прослеживается практически во всех формах национального искусства.).

## Изобразительное искусство
Исторически самым ранним видом изобразительного искусства, распространившимся в Индонезии, является скульптура. Наиболее древние из сохранившихся скульптурных изображений относятся к VII веку. Как в этот период, так и позднее в скульптуре господствовала религиозная — индуистская и буддистская — тематика, однако отражались и чисто бытовые сюжеты (например, на рельефах Боробудура).
Становление национальной школы живописи произошло в колониальный период под голландским влиянием. Её основателем считается яванец Раден Салех (1807—1880 годы), автор эпических полотен, получивший художественное образование в Нидерландах. Другим крупным художником XIX века был Абдуллах Сурьёсуброто, мастер пейзажного жанра.
Для начала XX века характерно укрепление реалистического направления в живописи, наиболее известными представителями которого были Басуки Абдуллах (сын Абдуллаха Сурьосуброто), Афанди и Синдусударсоно Суджоёно. С этого периода всё более заметным становится обращение к националистическим, патриотическим сюжетам, которые после обретения страной независимости становятся доминирующими. Как и для литературы, для живописи 1950-х и первой половины 1960-х годов характерны достаточно высокая идеологизированность и апелляция к актуальным социальным темам (Джоко Пекик, Рустамаджи (индон. Rustamadji), Сумитро (индон. Sumitro), Сайоно (индон. Sajono), Саптоно (индон. Saptoto)), в то время, как для последовавшего этапа — резкая деидеологизация (Ахмад Садали (индон. Achmad Sadali), Бут Мохтар (индон. But Mochtar), Попо Искандар (индон. Popo Iskandar) и Срихади Сударсоно (индон. Srihadi Sudarsono), работавшие, в частности, в стилях абстракционизма и кубизма) 100 Tahun Seni Lukis Modern Indonesia.
Наиболее заметным явлением культурной жизни Индонезии эпохи Сухарто, оказавшим существенное влияние на дальнейшее развитие национального искусства, стало Движение «Новое искусство» (ДНИ, индон. Gerakan Seni Rupa Baru) — объединение художников, графиков и скульпторов — нонконформистов (одноимённое название получило направление в индонезийском изобразительном искусстве, заданное творчеством этого объединения). Для произведений ДНИ — при существенном стилевом разнообразии авторов — характерно достаточно критическое отображение общественно-политических реалий сухартовского режима, процесса вестернизации Индонезии, сочетание националистических мотивов с нетрадиционными художественными формами и приёмами, иногда — с элементами эпатажа. Несмотря на распад ДНИ как организованного объединения, многие его представители, в том числе неформальные лидеры Джим Супангкат и Харсоно (индон. Harsono), продолжали активную творческую деятельность до 2000-х годов.
В целом же для изобразительного искусства 2000-х годов характерно наличие двух основных течений: т. н. «традиционного», придерживающегося принципов реализма — Иван Сулистьё (индон. Iwan Sulistyo), Ланни Андриани (индон. Lanny Andriani), Идран Юсуп (индон. Idran Yusup), Сукриял Садин (индон. Sukriyal Sadin), Мисбах Тамрин — и «прогрессивного», к которому принято относить представителей абстракционизма, сюрреализма и т. п. — Хери Доно (индон. Heri Dono), Даданг Христианто (индон. Dadang Christanto), Тисна Санджая (индон. Tisna Sanjaya), Марида Насутион (индон. Marida Nasution), Агус Суваге (индон. Agus Suwage),Семсар Сиахаан, Арби Самах, И Ньоман Гунарса, Фредди Софиан. Весьма распространен жанр карикатур острой социальной направленности (Чече Риберу).

## Архитектура
К наиболее ранним формам архитектурного наследия относятся мегалитические сооружения эпохи неолита — менгиры, уступчатые курганы, дольмены, склепы (наиболее известные образцы имеются на Яве и Южной Суматре). С образованием государств наиболее значительными архитектурными сооружениями становятся индуистские и буддистские храмы, облик которых достаточно заметно отличается от культовых сооружений этих религий в континентальной Азии. Крупнейшими и наиболее сложными с архитектурной точки зрения являются буддийский Боробудур и индуистский Прамбанан, построенные в IX веке на Центральной Яве. Первый представляет собой десятиступенчатую пирамиду (естественный холм, облицованный блоками андезита), увенчанную ступой, второй — комплекс однотипных, но разных по размеру конусообразных храмов. Оба храмовых комплекса являются важнейшими архитектурными достопримечательностями Индонезии, включены в список Всемирного наследия ЮНЕСКО.
Архитектурные формы жилищ различных народностей Индонезии, сложившиеся к Средним векам и в основном сохраняющиеся в сельской местности до настоящего времени, весьма многообразны. Наиболее характерные образцы по регионам — лёгкие каркасные свайные дома из дерева и бамбука с тростниковой или черепичной крышей (Ява, Мадура), большие общинные дома амбарного типа вытянутой формы (Калимантан), большие общинные дома с высокой седловидной крышей большого выноса (Суматра), лёгкие тростниковые хижины (восточная часть Малых Зондских островов, западная часть Новой Гвинеи).
В период нидерландской колонизации были привнесены европейские архитектурные формы. К числу наиболее крупных объектов, позволявших сохранять и развивать национальные архитектурные стили, относятся дворцовые комплексы местных, прежде всего яванских правителей — кратоны (яв. keraton, kraton). Для периода независимого развития страны характерно ещё более активное повсеместное освоение западных архитектурных форм — национальные мотивы сохраняются преимущественно в традиционных сельских жилищах и религиозных сооружениях, а также в элементах архитектурного декора.

## Музыка
Издревле, начиная с возникновения музыкальной культуры на бытовом уровне, наиболее разнообразные формы она приобретала у народов Явы, активно воспринимавших внешнее, прежде всего индийское культурное влияние, от которых в свою очередь распространялась на другие части архипелага. Основными звукорядами традиционной индонезийской музыки являются пятиступенный сле́ндро (яв. selendero) и семиступенный пело́г (яв. pelog). В целом характерны развитая гетерофония и полифония, превалирование инструментальной мелодической составляющей над вокальной. Наиболее ярко национальная музыкальная традиция выражена в жанре существующего с раннего средневековья гамелана — народного инструментального оркестра, главную роль в котором играют самобытные ударные музыкальные инструменты: ксилофон гамбанг, металлофон гендер, лежачие гонги бонанг, барабаны генданг. С XVI века развивается песенно-музыкальный жанр керончонг (яв. keroncong) — по названию сходного с гитарой музыкального инструмента , используемого при аккомпанементе — в чём-то совпадающий с европейскими формами. В этот же период распространение получил жанр дангдута, сочетающий в себе элементы малайской, арабской и хиндустанской музыки.
В период нидерландской колонизации при сохранении на широком народном уровне собственных музыкальных традиций на элитарном уровне индонезийцами было освоено европейское музыкальное искусство. Европейские музыкальные нормы в сочетании с некоторыми элементами традиционных характерны в целом для развития музыкальной культуры в период независимого развития — это свойственно как произведениям классической, так и популярной музыки (в том числе поп- и рок-музыки, получившей широкую популярность в конце XX века). Крупнейшими композиторами XX столетия являются Суджасмин, Ахмад Пасарибу, Сусбини. Национальная консерватория открыта в 1960 году, национальный симфонический оркестр создан в 1968 году.Среди попудярных певцов Боб Тутуполи, бард Эбит Г. Аде.

## Театр и кинематограф
Ранние формы сценического искусства восходят к театрализованным действам народных праздников и культовых церемоний. Как минимум с IX века существует театральный жанр ваянг-топенг — исполнение танцев и пантомимы в масках характерных персонажей. К XI веку относятся первые упоминания о ваянг-голек и ваянг-кулит — соответственно, театре объёмных марионеток и театре плоских кожаных марионеток, их тени проецируются на тканевый экран (региональным вариантом последнего является ваянг-келитик, плоские куклы которого изготовляются из дерева), остающиеся с того времени наиболее популярными формами национального театрального искусства. Во всех видах ваянга драматургической основой традиционных представлений служат эпизоды местных переложений индийского эпоса «Махабхарата» со строго ограниченным набором персонажей. Представления, как правило, сопровождаются игрой гамелана (см. раздел «Музыка»). Особая популярность жанра ваянг-кулит привела к тому, что его зачастую — прежде всего за рубежом — называют просто словом ваянг, представляющим собой изначально более широкое обобщающее понятие для всех традиционных индонезийских жанров театра марионеток и масок.
Под нидерландским влиянием с конца XIX века постепенно распространились европейские жанры сценического искусства, а также смешанные формы, сочетающие европейские и традиционные приёмы, в частности, кетопрак и лудрук. В период государственной независимости происходит развитие всех — традиционных, европейских и смешанных жанров. Крупнейшие театры страны находятся в Джакарте, Джокьякарте, Сурабае. Среди театральных деятелей можно отметить создателя детского театра "Театр Родины" Джосе Ризала Мануа.
Первые кинофильмы были сняты в Индонезии в 1920-х годах нидерландскими режиссёрами. Становление собственно национального кинематографа относится к 1930-м (первый местный режиссёр — Анджар Асмара), целостной национальной кинематографической школы (как игрового, так и документалистики) — к 1950-м. Для кинематографа 1950-х — первой половины 1960-х годов характерно обращение к антиимпериалистической тематике и острым социальным проблемам (ведущие режиссёры — Котот Сукарди, Бахтиар Сиагин, Басуки Эффенди, Асрул Сани, Усмар Исмаил). Позднее жанровая и сюжетная тематика существенно расширилась (ведущие режиссёры — Вим Умбох, Арифин Х. Нур, Турино Джунаиди, Асрул Сани, Нави Исмаил). В 1980-е — 1990-е годы в силу широкого проникновения на индонезийский кинорынок зарубежной продукции местная киноиндустрия вступила в период спада, который был преодолён только к началу XXI века. Для 2000-х годов характерно резкое повышение как количественных, так и качественных показателей индонезийского кинематографа: объём кинопродукции ежегодно удваивался, ряд фильмов номинировался на премии международных кинофестивалей.

## Декоративно-прикладное искусство
Декоративно-прикладное искусство в полной мере отражает этнокультурное многообразие страны — для различных регионов в этом плане характерны весьма специфические особенности. К наиболее распространённым традиционным художественным ремёслам, получившим международную известность, относятся производство расписного батика — как горячего, так и холодного (Ява, Мадура, Бали, некоторые районы Суматры), изготовление ритуальных кинжалов — крисов (Ява, Бали) и куджангов (Западная Ява), объёмных и плоских кукол для театра ваянг (см. раздел «Театр и кинематограф»), других видов художественной обработки кожи (Ява, Бали, Мадура, Суматра). Практически повсеместно распространены резьба по дереву, производство декоративных плетёных изделий, во многих регионах (в особенности на Суматре, Сулавеси и Молукках) — художественное ткачество. На Яве традиционным промыслом является бронзовое, на Калимантане — оловянное и серебряное литьё, а также чеканка. Производство декоративных гончарных и керамических изделий в наибольшей степени развито на Малых Зондских островах (в особенности на Ломбоке), там же (в особенности на Флоресе) сохраняются богатые традиции изготовления деревянных статуэток.

## Кухня
С учётом этнокультурного разнообразия страны её национальная кухня фактически представляет собой сочетание кухонь различных регионов, имеющих свои существенные особенности. При этом некоторые блюда, изначально специфичные для определённой местности, приобрели общенациональную популярность. Кулинарные традиции народов Индонезии сформировались при активном влиянии соответствующих традиций соседних азиатских народов: наиболее заметным в этом плане является влияние китайской кухни.
Основным углеводным продуктом питания практически повсеместно является рис, в ряде регионов существенное место в рационе занимают кукуруза, маниок, батат. Традиционно пищей большинства индонезийцев является варёный или жареный рис с теми или иными добавками — в этом качестве, как правило, фигурируют курятина, мясо, морепродукты, темпе, свежие или мочёные овощи, которые либо готовятся вместе с рисом, либо подаются как гарнир (в этом случае добавки называются лаук-паук — индон. lauk-pauk). Наиболее распространённым из подобных блюд является наси горенг (индон. nasi goreng, буквально — «жареный рис»), имеющий различные местные вариации — подобие плова с наполнением из морепродуктов либо мяса, омлета, перца, различных овощей. Важнейшим церемониальным блюдом во многих регионах является тумпенг — сформованная из риса пирамидка, окружённая различными гарнирами.
Широко распространена лапша из пшеничной или рисовой муки, подаваемая как суп либо в жареном виде с различными наполнителями, например, ми горенг (индон. mie goreng, буквально — «жареная лапша»). Заимствованный из европейской кухни хлеб не получил существенного распространения. Большей популярностью пользуются различные виды тестяных изделий с начинкой, многие из которых также заимствованы из кухонь других стран, например мартабак.
Мясо и белковые продукты в целом, в силу их традиционной дороговизны для большей части населения, присутствуют на столе, как правило, в небольшом объёме. Наибольшее распространение получили курятина, баранина, козлятина и, в прибрежных районах, рыба и морепродукты. Говядина употребляется достаточно редко, свинина активно употребляется в китайской общине и среди немусульманских народов Индонезии. Популярностью пользуются мясные, рыбные либо куриные фрикадельки — баксо (индон. bakso), миниатюрные шашлычки — сате (индон. sate, satai), изготовляемые чаще всего из курицы, козлятины или баранины, а также отак-отак — биточки из рыбного фарша, запечённые в банановых или пальмовых листьях. На Яве и в некоторых других регионах получили распространение супы (традиционно яванское название — сото́ (индон. soto)) — как правило, из курятины и субпродуктов. Повсеместно изготовляется и потребляется крупук — чипсы из крахмала, злаковой, креветочной, рыбной или иной муки. В достаточно больших количествах употребляются различные овощи — с учётом региональной сельскохозяйственной специфики. На Яве большой популярностью пользуется гадо-гадо — подобие европейского салата: смесь из нарезанных сырых или вареных овощей, политая арахисовым соусом. Распространённым лакомством являются тропические фрукты.
В еде повсеместно используются специи и пряности — прежде всего различные виды перца — а также соевый и арахисовый соусы. Традиционным напитком является чай, который пьётся как горячим, так и холодным. Достаточно распространён кофе, а также традиционные сладкие напитки на основе сока сахарного тростника и кокосового молока. Алкоголь распространён незначительно — прежде всего с учётом принадлежности большинства индонезийцев к мусульманской конфессии. В ряде регионов, тем не менее, существуют традиции изготовления местных спиртных напитков: туака из рисового или пальмового сырья, брема из клейкого риса.